# Lernen durch Einsicht
Unter Lernen durch Einsicht, oder auch kognitives Lernen, versteht man die Aneignung oder Umstrukturierung von Wissen, das auf Nutzung der kognitiven Fähigkeiten beruht (wahrnehmen, vorstellen usw.).
Einsicht bedeutet hierbei das Erkennen und Verstehen eines Sachverhaltes, das Erfassen der Ursache-Wirkung-Zusammenhänge, des Sinns und der Bedeutung einer Situation. Dieses ermöglicht zielgerechtes Verhalten und ist meistens erkennbar an einer Änderung desselben.
Das Lernen durch Einsicht ist der sprunghafte, komplette Übergang in den Lösungszustand (Alles-oder-nichts-Prinzip) nach anfänglichem Versuch-und-Irrtum-Verhalten. Das aus einsichtigem Lernen resultierende Verhalten ist nahezu fehlerfrei.

## Sechs Phasen des Lernens durch Einsicht
Nach der kognitiven Lerntheorie von (u. a.) Wolfgang Köhler und Max Wertheimer gibt es sechs Phasen des Lernens durch Einsicht:
1. Auftauchen des Problems: Die Diskrepanz zwischen Ist und Soll (Ziel) erzeugt Spannung (Motivation) und somit das Suchen nach einer Lösung.
2. Probierverhalten: Das Ausprobieren bekannter und bewährter Handlungsstrategien. Ein Misserfolg führt meist zu einer Handlungspause.
3. Umstrukturierung: Das Situationsgefüge wird denkend neu erfasst und kognitiv umstrukturiert. Versuch und Irrtum werden hierbei nicht in Wirklichkeit durchgeführt, sondern in Überlegung vollzogen. Der Vorteil im Gegensatz zu Konditionierung ist, dass Risiken bei Irrtum vermieden werden können.
4. Einsicht und Lösung: …bis sich die Elemente (oft plötzlich) zu einem sinnvollen Ganzen zusammenfügen (Aha-Erlebnis).
5. Anwendung: Meistens setzt umgehend der Handlungsprozess ein. Bei Erfolg wird er beibehalten.
6. Übertragung: Die gefundene Lösung wird eingeübt und kann per Lerntransfer auf Ähnliches übertragen werden.

## Dimensionen von Einsicht
Das Lernen durch Einsicht wird durch drei Dimensionen genauer beschrieben.
1. Die erste Dimension ist die phänomenale Dimension. Diese setzt das Erscheinen einer Lösungsidee, welche plötzlich, unerwartet und überraschend im Erleben auftritt, in den Vordergrund. Das Erscheinen der Lösung wirkt auf die problemlösende Person somit meist unbeabsichtigt.
2. Die Aufgabendimension ist die zweite Dimension. Diese besagt, dass es Unterschiede zwischen Einsichts- und Nicht-Einsichts-Problemen gibt. Bei Einsichtsproblemen handelt es sich meistens um vorwiegend schwierige Probleme, zu denen wenige Lösungsmöglichkeiten zur Verfügung stehen.
3. Die letzte Dimension ist die Prozessdimension. Dabei wird Bezug auf den Einfluss der Problempräsentation genommen. Denn oftmals ist eine Einsicht erst durch eine Änderung der Darstellung der Problematik möglich. Diese optimale Darstellung entwickelt sich oftmals erst im Verlauf der Problembearbeitung durch das Testen von, eventuell auch falschen, Lösungsmöglichkeiten.

## Demonstration an Menschenaffen
Der Gestaltpsychologe Wolfgang Köhler veranschaulichte seine These an verschiedenen Experimenten bei Schimpansen. Wolfgang Köhler hatte einen besonders intelligenten Schimpansen (Sultan), an dem er die Experimente erfolgreich demonstrieren konnte. Später konnten auch die anderen Schimpansen im Gehege dieselben Leistungen erbringen, wenn man ihnen einen Hinweis gegeben hatte.
Eine Banane wurde in eine unerreichbare Höhe des Geheges der Affen gehängt. Der Schimpanse Sultan versuchte zunächst durch Springen an die Banane heranzukommen. Jedoch ohne Erfolg. Danach setzte er sich und beobachtete sein Umfeld. In dem Käfig befanden sich einige Kisten. Plötzlich sprang das Tier auf und stellte sich eine Kiste unter die Banane. Doch das reichte nicht aus. Er holte sich weitere Kisten und stapelte sie zu einem Turm. Somit konnte er die Banane erreichen. In diesem Beispiel durchläuft der Schimpanse die ersten 5 Phasen der kognitiven Lerntheorie.
Bei ähnlichen Experimenten wurden statt Kisten zwei kurze Stöckchen, welche ineinandergesteckt werden und somit verlängert werden konnten, in das Gehege gelegt. Die Schimpansen konnten ihr gelerntes Wissen an neuen Situationen erfolgreich anwenden.